# ソカリ地区
ソカリ地区（ソカリちく、ウクライナ語: Сокальський район, Sokal’s’kyi raion）は、ウクライナ西部リヴィウ州（オーブラスチ）の地区（ラヨン）。その行政の中心はソカリ市に置かれている。この地区には、
2001年ウクライナ国勢調査の時点で 98,123人の人口があった。2016年時点の推計人口は、92,801人であった。
ソカリ地区には人口集積のある集落が106か所あり、そのうちベルズ、ヴェリキ・モスティ、ソカリ、ウニウの4か所は地区の行政に帰属する都市で、ジュヴィルカは唯一の都市型集落であり、残りの101か所は村落である。
地区の西側はポーランドとの国境を成し、北側にはヴォルィーニ州、東側には同じくリヴィウ州のラデキウ地区、南側にはカミヤンカ＝ブズカ地区とゾウクヴァ地区がそれぞれ位置している。
この地区が創設されたのは1939年、ソビエト連邦による西ウクライナの併合によって一帯がウクライナ・ソビエト社会主義共和国に編入された際のことであった。1951年には、ポーランドとソビエト連邦の領土交換によって、それまでポーランド人民共和国のルブリン県に属していた領域の一部が加えられて、この地区の領域は拡大した。この移管によって、ベルズ、ウニウ（ポーランド名：ウノフ Uhnów）、チェルヴォノラード（クリスティノポル Krystynopol）、ヴァリヤジ（ワレンジ Waręż）がウクライナに帰属することとなった。

## ギャラリー

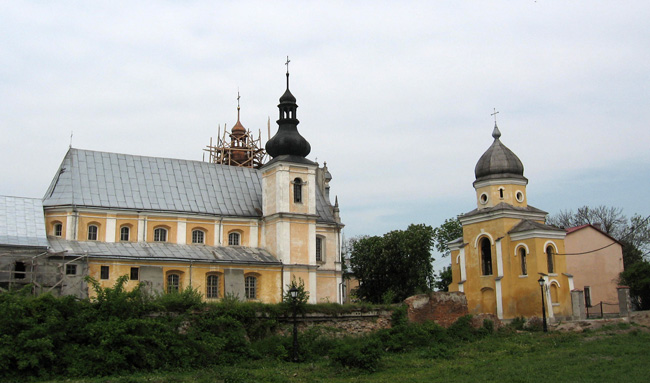
ウクライナ東方カトリック教会に属するベルズの聖ニコラス教会。
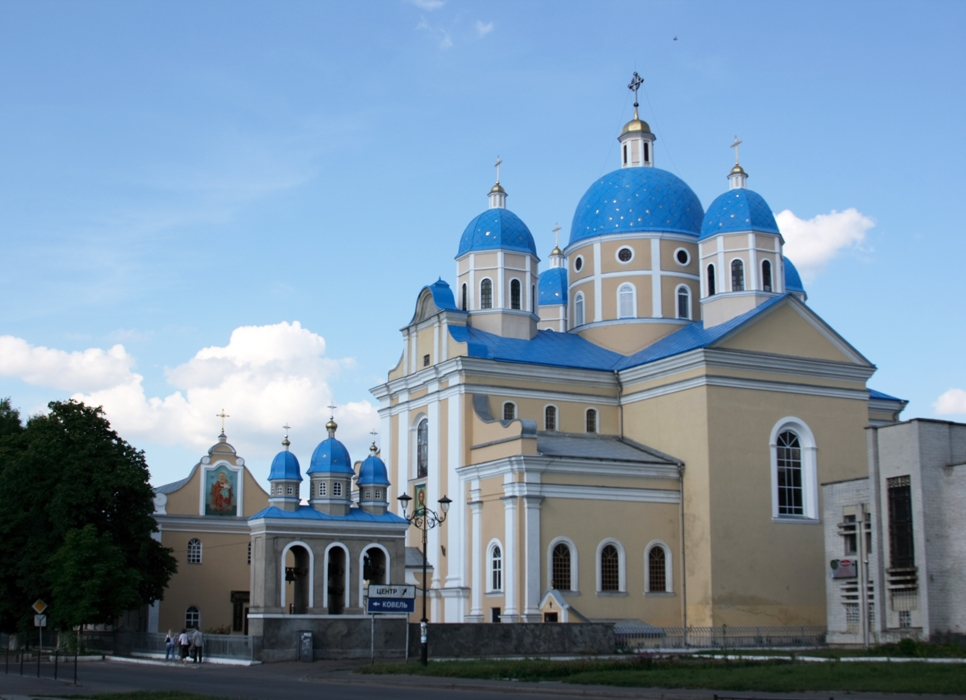
1750年代ころに創建されたチェルヴォノラードの聖霊教会。
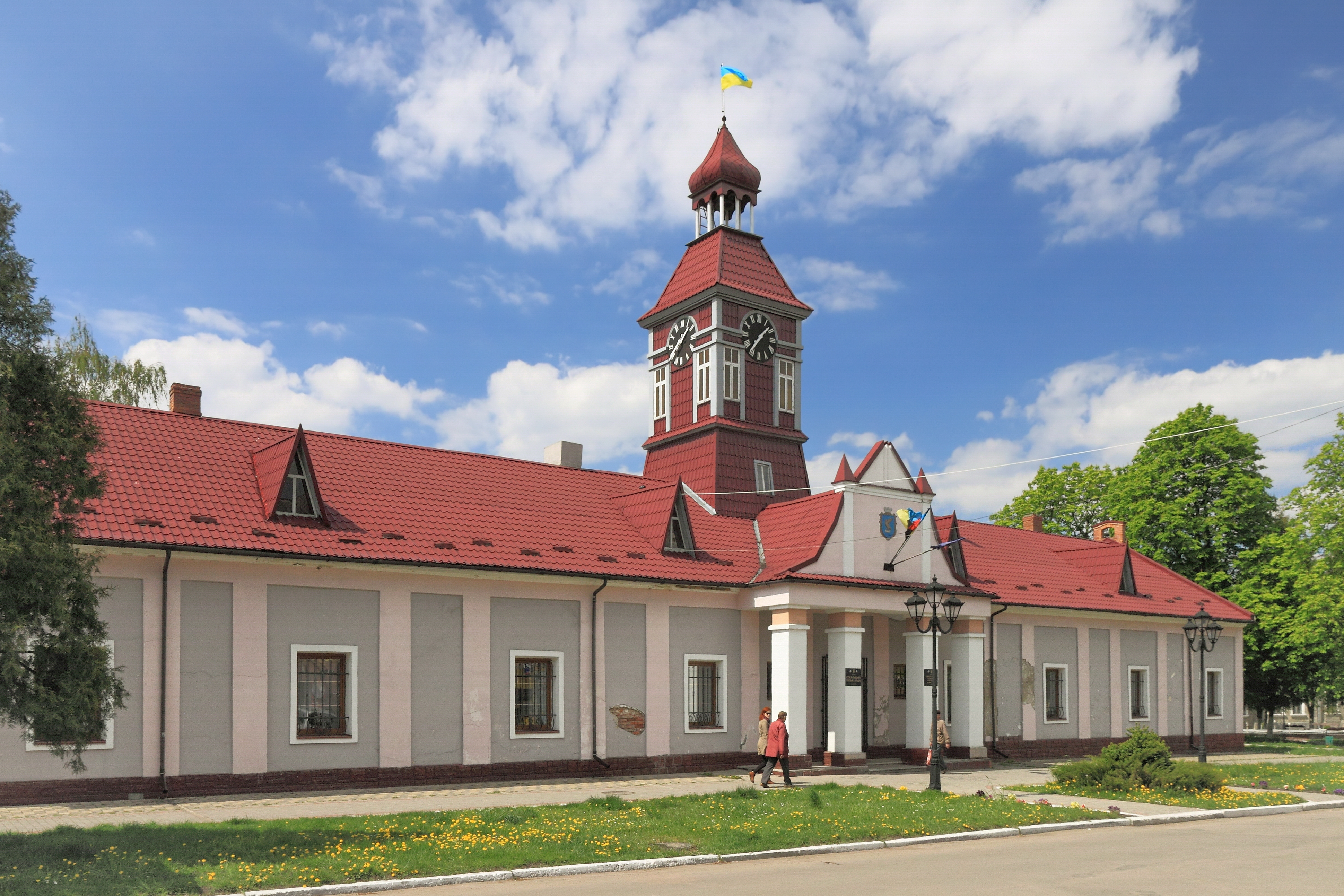
ソカリの市庁舎。
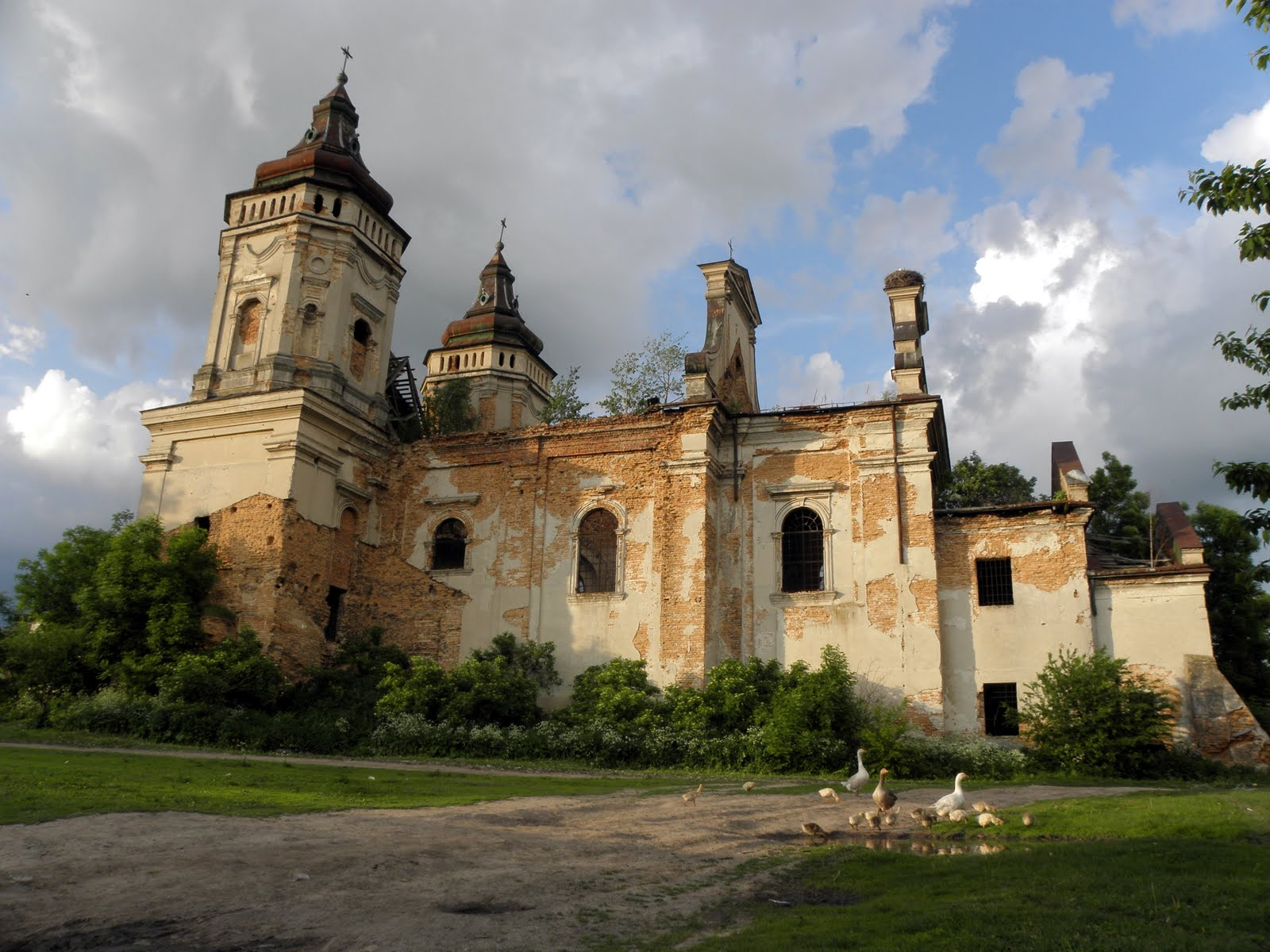
ヴァリヤジの聖マルコ教会（英語版）。